# Los Naranjos (Panama)
Los Naranjos è un comune (corregimiento) della Repubblica di Panama situato nel distretto di Boquete, provincia di Chiriquí. Si estende su una superficie di 99 km² e conta una popolazione di 4.596 abitanti (censimento 2010).  